# Pedicularis densispica
Pedicularis densispica är en snyltrotsväxtart. Pedicularis densispica ingår i släktet spiror, och familjen snyltrotsväxter.

## Underarter
Arten delas in i följande underarter:
- P. d. densispica
- P. d. schneideri
- P. d. viridescens